# 드루아가의 탑
드루아가의 탑(ドルアーガの塔)은 남코가 1984년에 발매한 액션 롤플레잉 아케이드 게임이다. 바빌로니안 캐슬 사가의 첫 작품으로, 미로로 이뤄진 탑을 한 층씩 비밀을 풀어 헤쳐나가야하는 게임 구성은 길가메시 서사시나 바벨탑같은 수메르 및 바빌로니안 종교로부터 영향받았다.

## 후속작
본편 시리즈는 4개의 게임으로 구성돼있다.
- 드루아가의 탑 (1984, 아케이드)
- 이슈타르의 부활 (1986, 아케이드)
- 카이의 모험 (1988, 패미컴)
- 더 블루 크리스탈 로드 (1994, 슈퍼 패미컴)

본편 이외에 외전 작품들도 있다.

## 애니메이션
이 게임을 배경으로 한 일본 애니메이션 《드루아가의 탑 ~the Aegis of URUK~》이 2008년 4월 5일부터 방영됐다. 원작으로부터 60년 후 이야기로, 새로운 등장인물이 나와 다시 부활한 탑에 도전하는 내용이다.

## 평가
| 평론 점수  | 평론 점수 |
| 평론사     | 점수      |
| ---------- | --------- |
| 올게임     | [ 1 ]     |
| 유로게이머 | 4/10      |
| IGN        | 3/10      |

| 수상   | 수상               |
| 평론사 | 수상               |
| ------ | ------------------ |
| Gamest | The Best Game 13th |

## 같이 보기
- 던전 크롤
- 핵 앤 슬래시